# Edwin Milton Royle
Edwind Milton Royle est un dramaturge américain, né le 2 mars 1862 à Lexington (Missouri), et mort le 16 février 1942.
Il est l'auteur de plus de 30 pièces de théâtre, dont la plus connue est sans doute The Squaw Man (1905), qui a donné lieu par la suite à trois adaptations cinématographiques, toutes réalisées par Cecil B. DeMille.
Il est le père de l'actrice Selena Royle.